# ليغانيس
ليغانيس (بالإسبانية: Leganés)‏ هي بلدية ومدينة في منطقة الحكم الذاتي وتقع في منطقة مدريد في وسط إسبانيا. تبلغ مساحة هذه المدينة 43 (كم²)، ويبلغ عدد سكانها 187125 نسمة حسب إحصاء سنة 2012 م.

## المناخ
يظهر الجدول التالي التغييرات المناخية على مدار السنة لليغانيس:
| البيانات المناخية لـليغانيس                                                                   | البيانات المناخية لـليغانيس | البيانات المناخية لـليغانيس | البيانات المناخية لـليغانيس | البيانات المناخية لـليغانيس | البيانات المناخية لـليغانيس | البيانات المناخية لـليغانيس | البيانات المناخية لـليغانيس | البيانات المناخية لـليغانيس | البيانات المناخية لـليغانيس | البيانات المناخية لـليغانيس | البيانات المناخية لـليغانيس | البيانات المناخية لـليغانيس | البيانات المناخية لـليغانيس |
| الشهر                                                                                         | يناير                       | فبراير                      | مارس                        | أبريل                       | مايو                        | يونيو                       | يوليو                       | أغسطس                       | سبتمبر                      | أكتوبر                      | نوفمبر                      | ديسمبر                      | المعدل السنوي               |
| --------------------------------------------------------------------------------------------- | --------------------------- | --------------------------- | --------------------------- | --------------------------- | --------------------------- | --------------------------- | --------------------------- | --------------------------- | --------------------------- | --------------------------- | --------------------------- | --------------------------- | --------------------------- |
| متوسط درجة الحرارة الكبرى °ف                                                                  | 50.9                        | 54.0                        | 59.9                        | 63.0                        | 70.9                        | 81.9                        | 90.0                        | 90.0                        | 81.9                        | 68.0                        | 57.9                        | 52.0                        | 68.4                        |
| متوسط درجة الحرارة الصغرى °ف                                                                  | 32.0                        | 34.9                        | 37.9                        | 41.9                        | 47.8                        | 55.9                        | 61.0                        | 61.0                        | 54.9                        | 46.9                        | 38.8                        | 34.9                        | 45.7                        |
| الهطول إنش                                                                                    | 1.80                        | 1.70                        | 1.50                        | 1.80                        | 1.60                        | 1.00                        | 0.40                        | 0.40                        | 1.20                        | 1.80                        | 2.50                        | 1.90                        | 17.60                       |
| متوسط درجة الحرارة الكبرى °م                                                                  | 10.5                        | 12.2                        | 15.5                        | 17.2                        | 21.6                        | 27.7                        | 32.2                        | 32.2                        | 27.7                        | 20.0                        | 14.4                        | 11.1                        | 20.2                        |
| متوسط درجة الحرارة الصغرى °م                                                                  | 0.0                         | 1.6                         | 3.3                         | 5.5                         | 8.8                         | 13.3                        | 16.1                        | 16.1                        | 12.7                        | 8.3                         | 3.8                         | 1.6                         | 7.6                         |
| الهطول مم                                                                                     | 45.7                        | 43.2                        | 38.1                        | 45.7                        | 40.6                        | 25.4                        | 10.2                        | 10.2                        | 30.5                        | 45.7                        | 63.5                        | 48.3                        | 447.0                       |
| المصدر: http://www.weather.com/outlook/travel/businesstraveler/wxclimatology/monthly/SPXX0048 |                             |                             |                             |                             |                             |                             |                             |                             |                             |                             |                             |                             |                             |

## توأمة
لليغانيس اتفاقيات توأمة مع كل من:
- بيت لحم
- تندوف
- أيغاليو
- سوموتو، نيكاراغوا [الإنجليزية]‏
- Arroyo Naranjo [الإنجليزية]‏
- كونشالي
- الكويرة
- ماكارا [الإنجليزية]‏
- Huzhou [الإنجليزية]‏
- تارجيست

## أعلام
- بياتريس كوريلز
- كارلوس فيغاراي
- خوان ديل أركو
- خوسيه دي إيرموسييا
- روبن راموس مارتينيز
- خيسوس خيمينيز

## وصلات خارجية
- Leganes.org